# Perkołyska amerykańska
Perkołyska amerykańska (Heliornis fulica) – gatunek średniego ptaka z rodziny perkołysek (Heliornithidae). Zasiedla Amerykę Południową, Amerykę Centralną i południowo-wschodni Meksyk. Nie wyróżnia się podgatunków.

## Środowisko
Zasiedla leśne rzeki, strumienie oraz stawy i jeziora otoczone zwieszającą się roślinnością.

## Morfologia
Długość ciała: 26–33 cm
Masa ciała: 125–150 g
Wierzch głowy czarny, biała brew, spód głowy i przód szyi białe, reszta czarna; na szyi biała pręga. Skrzydła są szarobrązowe, kuper i ogon rudobrązowe. U samca górna część dzioba jest czarna, dolna – płowa, a u samicy dziób i obrączki oczne czerwone. Nogi są żółto-czarne, a stopy z płatami skórnymi na palcach są paskowane żółto-czarno. Samica przypomina samca, ale jest nieco mniejsza. W sezonie lęgowym ma rzucającą się w oczy cynamonową plamę na policzkach i po bokach górnej części szyi.

## Pożywienie
Podobnie jak reszta perkołysek, pożywia się owadami wodnymi oraz ich larwami, skorupiakami, żabami i drobnymi rybami.

## Lęgi
Terytorium samca to około 200 m wzdłuż strumienia. Najdokładniejszy opis gniazdowania pochodzi z południowego Meksyku, obserwację prowadził Alvarez del Toro. 15 kwietnia odkrył prawie kompletne gniazdo. Miało średnicę 22 cm i głębokość 7 cm. Inne gniazdo odkryte w Panamie miało wymiary 18×22,5 cm. Jaj w gnieździe jest 2–4, są brudnobiałe, jedno z nich, na którym dokonano pomiaru, miało wymiary 29–30 mm × 20 mm.
Samiec wysiaduje jaja w środku dnia, samica przez resztę czasu. Inkubacja trwa bardzo krótko, 10–11 dni. Pisklęta po wykluciu mają słabo rozwinięte dziób i nóżki. Samiec bardziej angażuje się w opiekę nad potomstwem. Pod skrzydłami posiada kieszenie skórne, w których nosi pisklęta w trakcie lotu.

## Status
IUCN uznaje perkołyskę amerykańską za gatunek najmniejszej troski (LC, Least Concern) nieprzerwanie od 1988 roku. W 2019 roku organizacja Partners in Flight szacowała liczebność światowej populacji na 0,5–5 milionów osobników, a jej trend uznawała za lekko spadkowy.